# Tòa án nhân dân thành phố Hà Nội
Tòa án nhân dân thành phố Hà Nội là cơ quan xét xử cấp cao nhất tại Hà Nội. Tòa án nhân dân thành phố Hà Nội có nhiệm vụ bảo vệ công lý, bảo vệ quyền con người, quyền công dân, bảo vệ chế độ xã hội chủ nghĩa, bảo vệ lợi ích của Nhà nước, quyền và lợi ích hợp pháp của tổ chức, cá nhân trên địa bàn thành phố Hà Nội.
Chánh án Tòa án nhân dân thành phố Hà Nội hiện nay là Nguyễn Hữu Chính.

## Nhiệm vụ và quyền hạn
Tòa án nhân dân thành phố Hà Nội có nhiệm vụ và quyền hạn sau:
- Nhân danh Nhà nước xét xử các vụ án hình sự dân sự, hôn nhân và gia đình, kinh doanh, thương mại, lao động, hành chính và giải quyết các việc khác theo quy định của pháp luật; xem xét đầy đủ, khách quan, toàn diện các tài liệu, chứng cứ đã được thu thập trong quá trình tố tụng; căn cứ vào kết quả tranh tụng ra bản án, quyết định việc có tội hoặc không có tội, áp dụng hoặc không áp dụng hình phạt, biện pháp tư pháp, quyết định về quyền và nghĩa vụ về tài sản, quyền nhân thân trên địa bàn thành phố.
- Bản án, quyết định của Tòa án nhân dân Thành phố có hiệu lực pháp luật phải được cơ quan, tổ chức, cá nhân trên địa bàn thành phố cùng như cả nước tôn trọng; cơ quan, tổ chức, cá nhân hữu quan phải nghiêm chỉnh chấp hành.
- Xem xét, kết luận về tính hợp pháp của các hành vi, quyết định tố tụng của Điều tra viên, Kiểm sát viên, Luật sư trong quá trình điều tra, truy tố, xét xử; xem xét việc áp dụng, thay đổi hoặc hủy bỏ biện pháp ngăn chặn; đình chỉ, tạm đình chỉ vụ án;
- Xem xét, kết luận về tính hợp pháp của các chứng cứ, tài liệu do Cơ quan điều tra, Điều tra viên, Viện kiểm sát, Kiểm sát viên thu thập; do Luật sư, bị can, bị cáo và những người tham gia tố tụng khác cung cấp;
- Khi xét thấy cần thiết, trả hồ sơ yêu cầu Viện kiểm sát điều tra bổ sung; yêu cầu Viện kiểm sát bổ sung tài liệu, chứng cứ hoặc Tòa án kiểm tra, xác minh, thu thập, bổ sung chứng cứ theo quy định của Bộ luật tố tụng hình sự;
- Yêu cầu Điều tra viên, Kiểm sát viên và những người khác trình bày về các vấn đề có liên quan đến vụ án tại phiên tòa; khởi tố vụ án hình sự nếu phát hiện có việc bỏ lọt tội phạm;
- Ra quyết định để thực hiện các quyền hạn khác theo quy định của Bộ luật tố tụng hình sự.
- Sơ thẩm những vụ án theo quy định của pháp luật tố tụng
- Phúc thẩm những vụ án mà bản án, quyết định sơ thẩm chưa có hiệu lực pháp luật của Toà án nhân dân cấp Quận, huyện và thị xã bị kháng cáo, kháng nghị theo quy định của pháp luật tố tụng.
- Giải quyết những việc khác theo quy định của pháp luật.

## Tổ chức
Tòa án nhân dân thành phố Hà Nội được phân cấp như sau:
- Ủy ban Thẩm phán: gồm chánh án, các phó chánh án và chánh tòa
- Tòa chuyên trách
  - Tòa Hình sự
  - Tòa Dân sự
  - Tòa Hành chính
  - Tòa Kinh tế
  - Tòa Lao động
  - Tòa Gia đình và người chưa thành niên
- Phòng chuyên môn
  - Phòng Tổ chức cán bộ
  - Phòng Giám đốc Kiểm tra
  - Văn phòng
- Tòa án nhân dân cấp dưới

### Ủy ban Thẩm phán
Ủy ban Thẩm phán Tòa án nhân dân thành phố Hà Nội gồm Chánh án, Phó Chánh án và một số Thẩm phán.
Số lượng thành viên của Ủy ban Thẩm phán do Chánh án Tòa án nhân dân tối cao quyết định theo đề nghị của Chánh án Tòa án nhân dân thành phố Hà Nội.
Phiên họp Ủy ban Thẩm phán Tòa án nhân dân thành phố Hà Nội do Chánh án chủ trì.
Ủy ban Thẩm phán Tòa án nhân dân thành phố Hà Nội có nhiệm vụ, quyền hạn:
- Thảo luận về việc thực hiện chương trình, kế hoạch công tác của Tòa án nhân dân tỉnh, thành phố trực thuộc trung ương;
- Thảo luận báo cáo công tác của Chánh án Tòa án nhân dân thành phố Hà Nội với Tòa án nhân dân tối cao và Hội đồng nhân dân thành phố;
- Tổng kết kinh nghiệm xét xử;
- Thảo luận về kiến nghị của Chánh án Tòa án nhân dân thành phố Hà Nội đề nghị Chánh án Tòa án nhân dân cấp cao, Chánh án Tòa án nhân dân tối cao xem xét lại bản án, quyết định đã có hiệu lực pháp luật theo thủ tục giám đốc thẩm, tái thẩm theo yêu cầu của Chánh án.

### Tòa chuyên trách
Tòa chuyên trách có nhiệm vụ và quyền hạn sau:
- Sơ thẩm những vụ việc theo quy định của pháp luật
- Phúc thẩm những vụ việc mà bản án, quyết định sơ thẩm chưa có hiệu lực pháp luật của Tòa án nhân dân huyện, quận, thị xã bị kháng cáo, kháng nghị theo quy định của luật tố tụng.

## Lãnh đạo
Lãnh đạo Tòa án nhân dân thành phố Hà Nội hiện nay:
- Chánh án:Nguyễn Hữu Chính
- Phó Chánh án:
  - Đào Sỹ Hùng
  - Nguyễn Tuấn Vũ
  - Lưu Tuấn Dũng
  - Nguyễn Thị Hà

## Cựu lãnh đạo

### Cựu Chánh án
1. Ông Phan Mỹ (1945-1946)[3]
2. Ông Vũ Tiến Tuân (1946)[3]
3. Ông Lê Văn Chất (1946-1954)[3]
4. Ông Hồ Đắc Điềm (1954)[3]
5. Ông Nguyễn Xuân Dương (1955-1965)[3]
6. Ông Nguyễn Thành Vĩnh (1965-1975)[3]
7. Ông Bùi Đức Thiêm (1976-1977)[3]
8. Ông Lê Hòa (1977-1984)[3]
9. Ông Trịnh Hồng Dương (1985-1988)[3]
10. Ông Lê Sáu (1988-1990)[3]
11. Ông Đặng Minh Ngọc (1990-1999)[3]
12. Ông Nguyễn Văn Hiện (1999-2002)[3]
13. Ông Phạm Quý Tỵ (2002-2005)[3]
14. Ông Nguyễn Xuân Thanh (2005-2007)[3]
15. Ông Nguyễn Sơn (2009-2011)[3]
16. Ông Nguyễn Đức Bình (2012-2015)[3]
17. Ông Nguyễn Hữu Chính (2015-nay)[3]